# M-100 (ロケット)

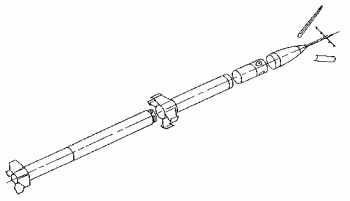
M-100

M-100はソビエト連邦の2段式観測ロケット。1957年から1990年にかけて少なくとも6640発が打ち上げられ、これまでに最も多く打ち上げられた観測ロケットモデルである。主として、パラシュートによる降下中にペイロードは科学データを無線送信した。
M-100はソ連内だけでなく、ケルゲレン諸島、ギリシャのKoroniといった他の地域でも打ち上げられた。日本の秋田県でも1990年に26回打ち上げられた。

## 性能
- ペイロード：15 kg
- 最大高度：120 km
- 重量：475 kg
- 直径：0.3 m
- 全長：8.34 m